# Aratis
Aratis o Arátikos fue una ciudad celtíbera, un oppidum, ubicada en la actual Aranda de Moncayo, en el cerro de Castejón, 1 km al norte del núcleo urbano, en la margen izquierda del río Aranda. Se construyó alrededor del siglo VI a. C., y fue destruida por el ejército de Roma entre los años 74 a 72 a. C. En 2016 el yacimiento fue declarado Bien de Interés Cultural «en la categoría de conjunto, zona arqueológica».

## Historia
Fue fundada en el siglo VI antes de Cristo como capital de los pueblos celtíberos repartidos por la actual zaragozana comarca de Aranda; pero acabó abandonada tras ser destruida en las guerras sertorianas, en el siglo I a. C. En el año 2016, el yacimiento hallado en ese lugar fue declarado Bien de Interés Cultural.

## Yacimiento
Gracias a unas monedas localizadas a finales del siglo XIX, grabadas con el nombre de ARATIKOS, en alfabeto celtibérico, se conoce la existencia de esta ciudad. Desde 1950 investigadores como Antonio Beltrán Martínez o Jürgen Untermann indicaron la procedencia de estas monedas de una ciudad celtibérica llamada Aratis y que situaban bien las cercanías de Aranda de Moncayo, en las de Arándiga o en las de Aranda de Duero. Fue a finales del siglo XX cuando se pudo certificar la identificación de la ciudad con el yacimiento situado en el cerro de Castejón, cercano a Aranda del Moncayo, y catalogado en la Carta Arqueológica de Aragón como «Castejón I - El Romeral».
Desde 2013, tras las operaciones policiales denominadas "Helmet I" y "Helmet II", y como consecuencia del sistemático expolio sufrido desde décadas atrás, el yacimiento alcanza relevancia dentro del conjunto arqueológico peninsular especialmente por su relación con la metalurgia al detectarse escorias de fundición sobre su superficie evidenciando «la transformación y el trabajo del mineral de hierro y bronce. Su aparición es constante.»
Aunque muchas permanecen ocultas todavía, se han demarcado varias estructuras defensivas que «estuvieron presididas y organizadas por un gran edificio de planta cuadrada» en fase de excavación pero que, en algunos puntos, hablan de muros de 3 m de altura. Se conoce un primer tramo de muralla de 128 m de longitud, sin torres, a base de sillares de caliza de más de un metro de anchura.

## Expolio
Desde mediados de los años 80 del pasado siglo hasta el año 2013, un vecino de la comarca de Aranda, equipado con detectores de metales y un georradar, fue expoliando el yacimiento  celtíbero. 18 cascos de origen celtíbero fueron subastados en varias ciudades europeas, hasta que la fiscalía española tomó cartas en el asunto e inició el trámite para evitar que se siguiera expoliando.

Cascos hispano-calcídicos procedentes de España depositados en el Museo Nacional de Varsovia (MNW) por Alexander Guttmann.
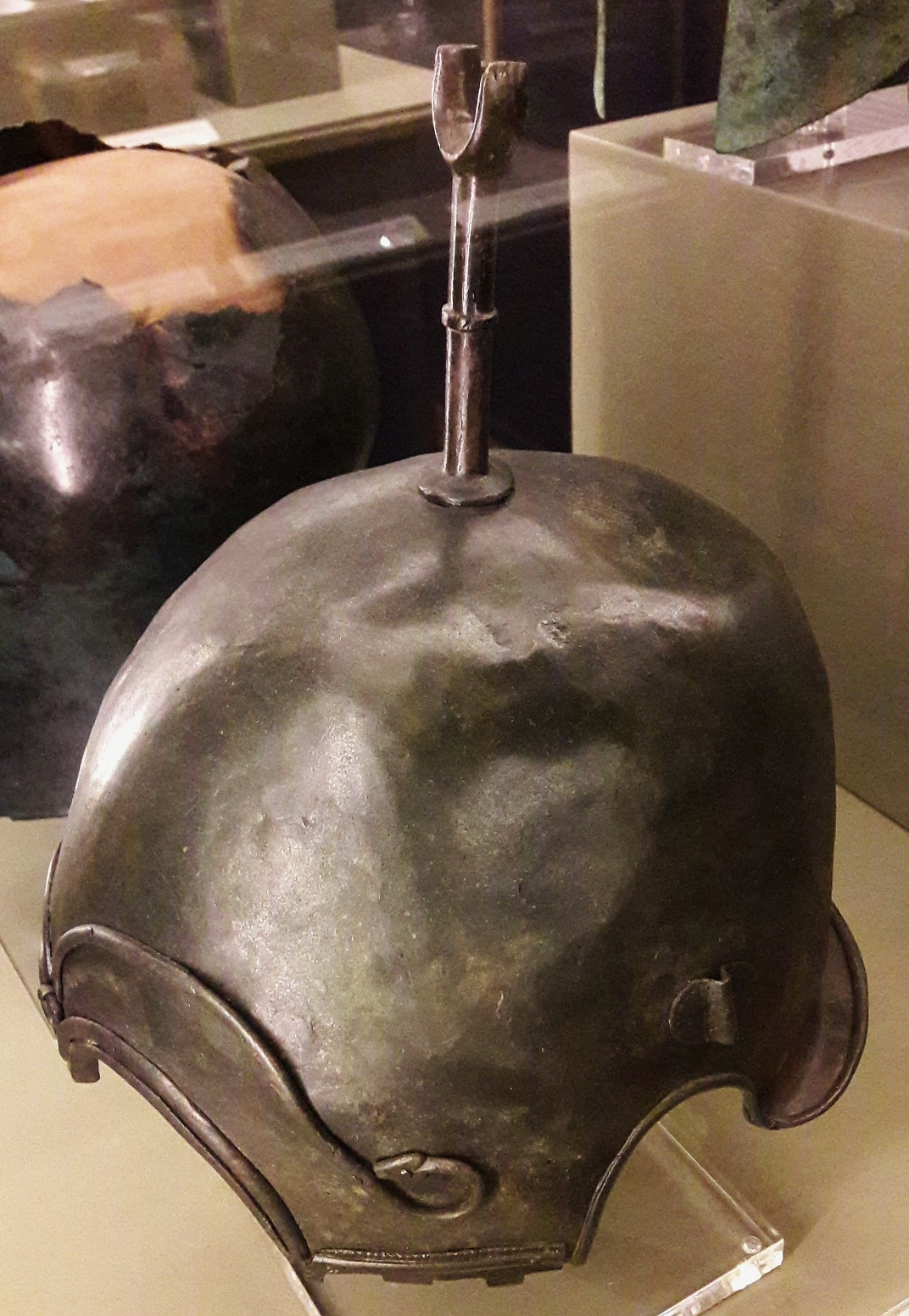
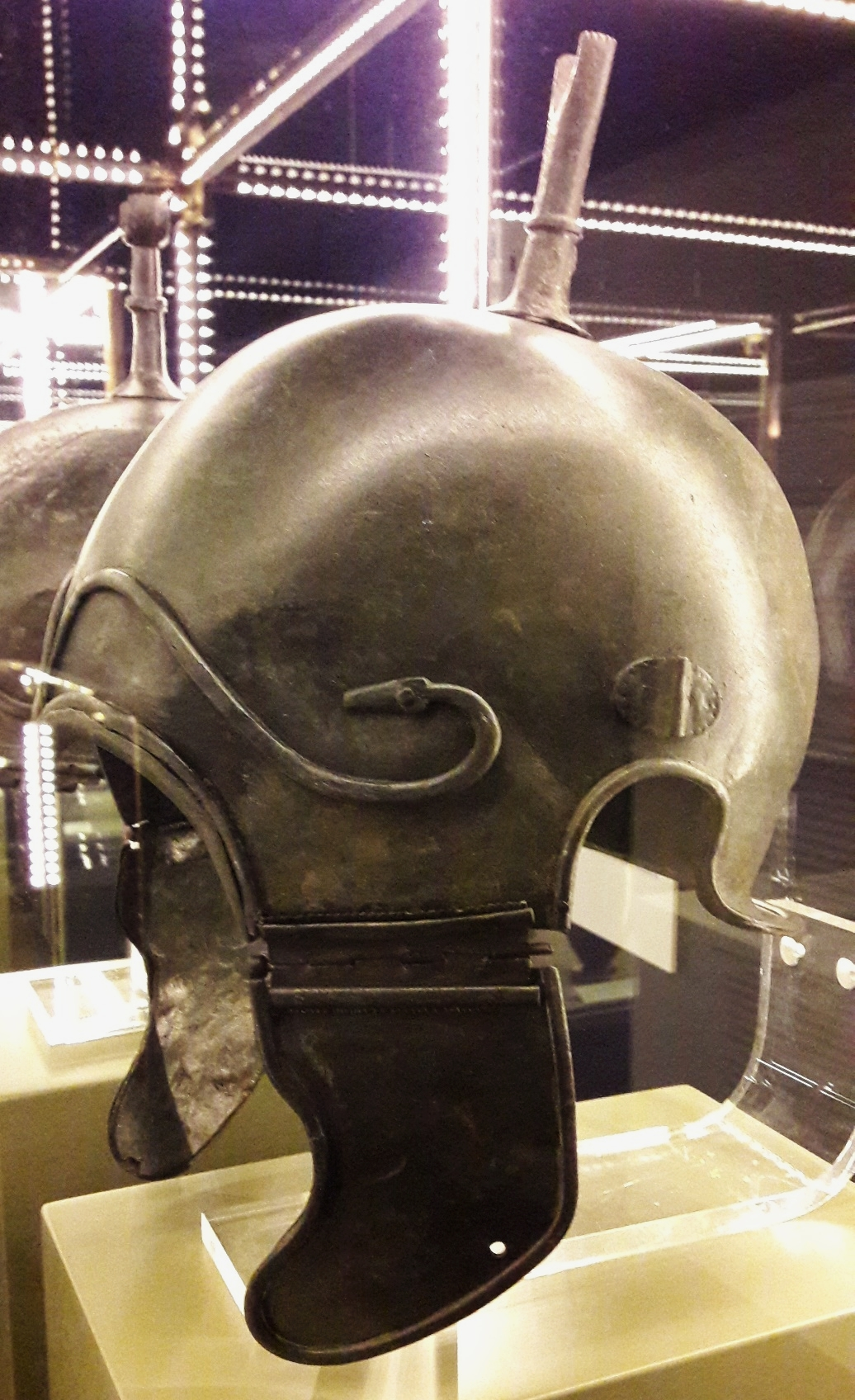

Cascos de Aratis recuperados y expuestos en el Museo de Zaragoza.
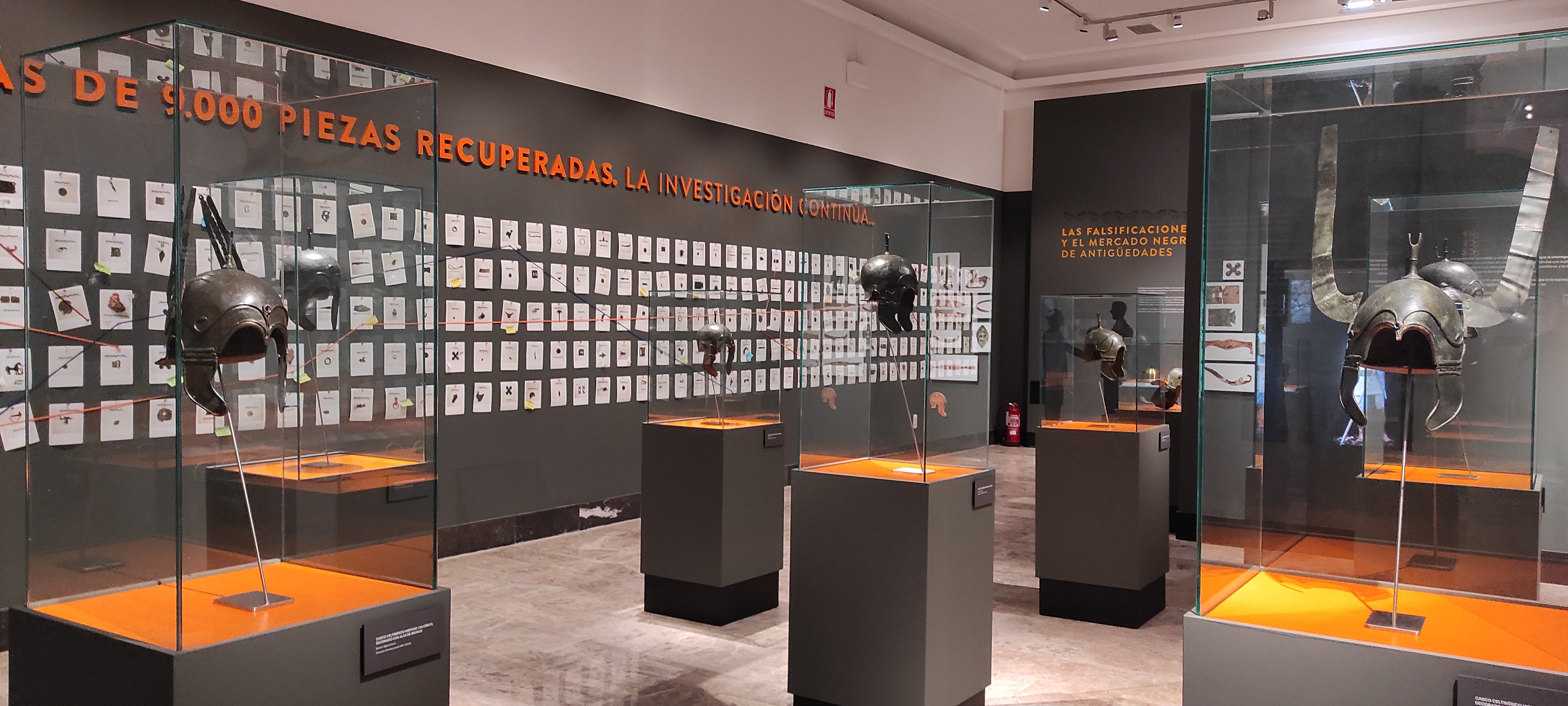
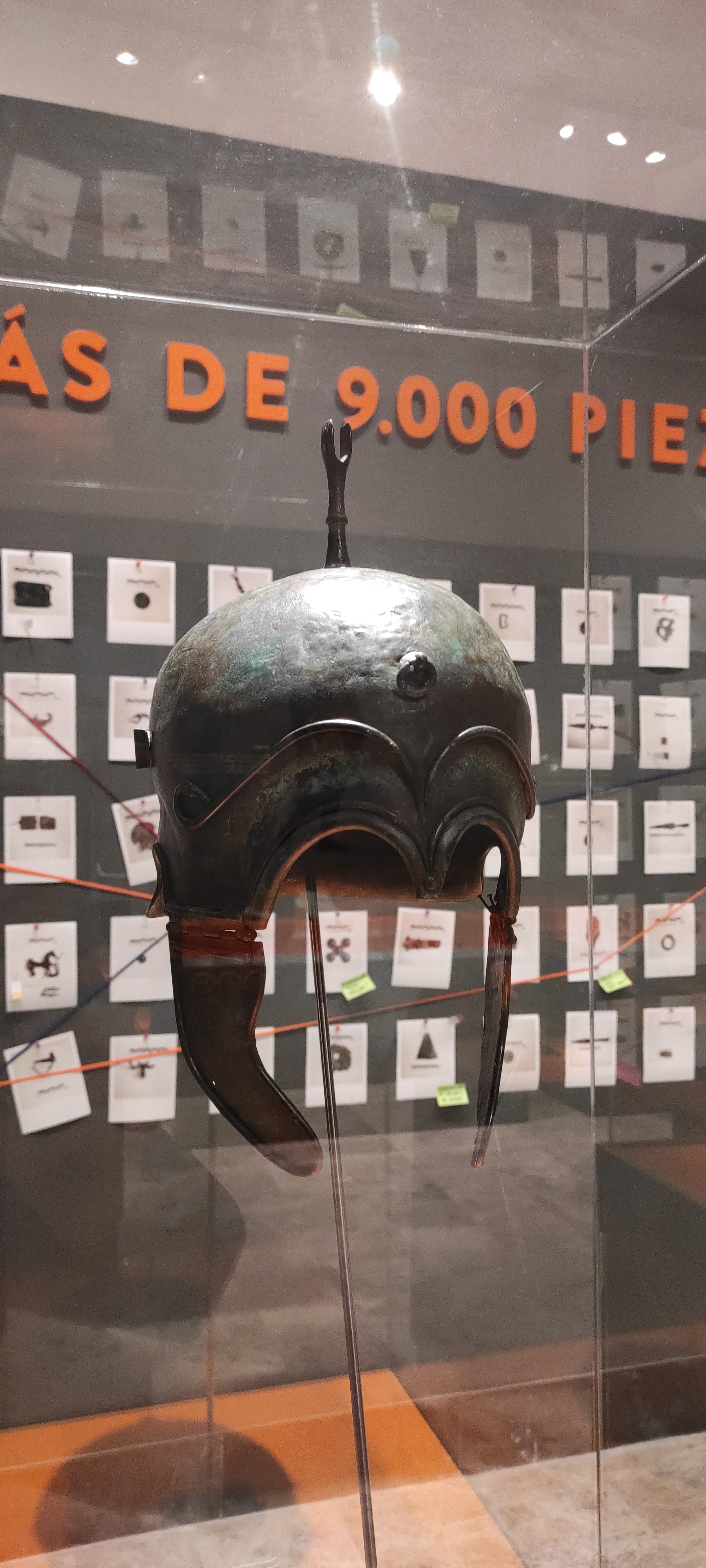
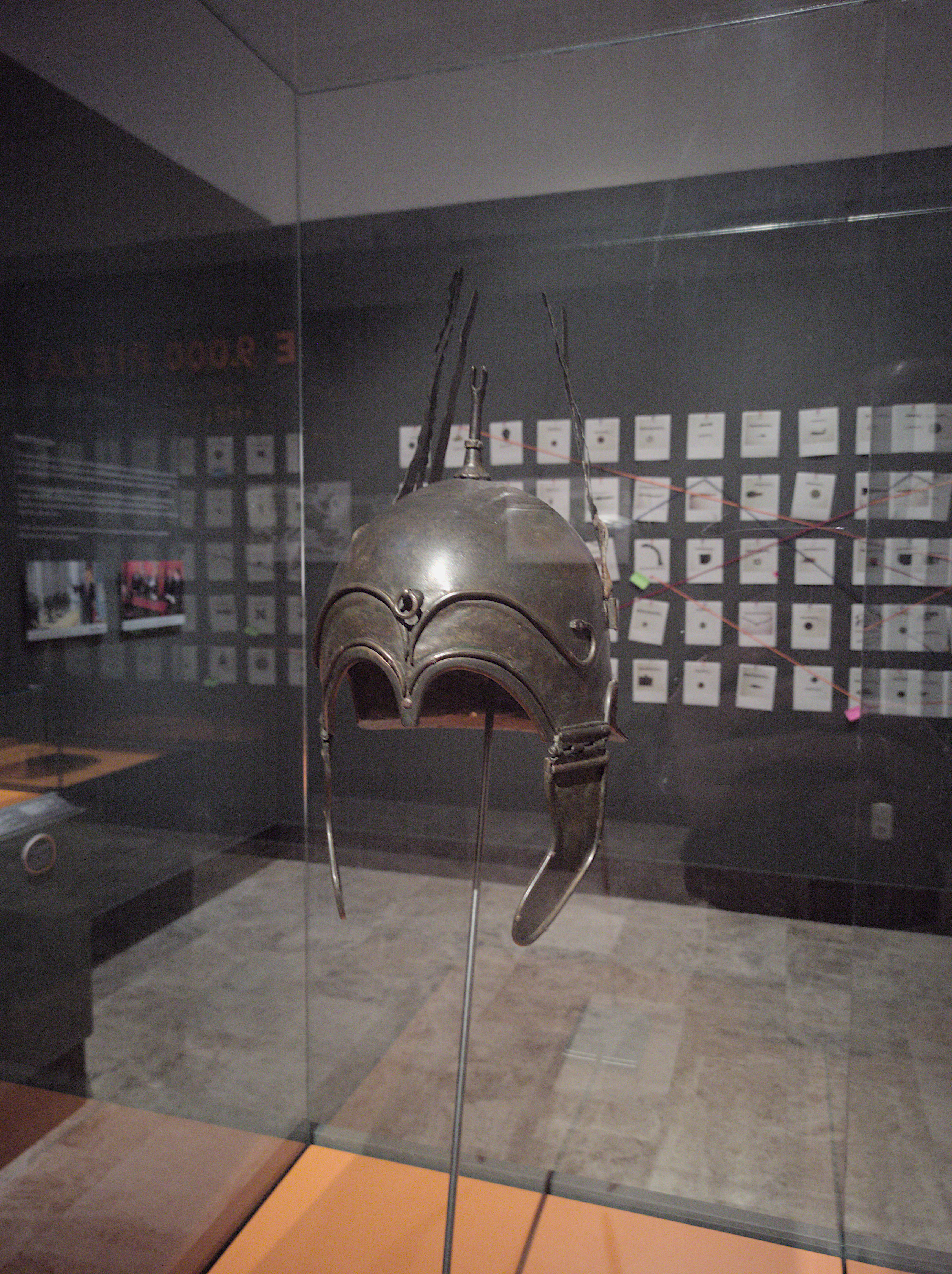

## Intervenciones arqueológicas
En 2021 el Servicio de Arqueología de la Dirección General de Patrimonio Cultural del Gobierno de Aragón plantea la primera intervención con fines científicos. Las intervenciones realizadas con anterioridad tenía por objeto examinar la destrucción del yacimiento como consecuencia del expolio sufrido, con fines periciales. Dada su envergadura y situación, el yacimiento requiere de varias intervenciones en sucesivas campañas que permiten resultados concluyentes.